# Pardosa saltuarides
Pardosa saltuarides là một loài nhện trong họ Lycosidae.
Loài này thuộc chi Pardosa. Pardosa saltuarides được Embrik Strand miêu tả năm 1908.